# بییامایر د تربینیو
بییامایر د تربینیو (به اسپانیایی: Villamayor de Treviño) یک شهرستان در اسپانیا است که در استان بورگس واقع شده‌است.

## خصوصیات
بییامایر د تربینیو ۱۸ کیلومترمربع مساحت و ۹۹ نفر جمعیت دارد.